# Pterorthochaetes tsurui
Pterorthochaetes tsurui är en skalbaggsart som beskrevs av Alberto Ballerio och Maruyama 2010. Pterorthochaetes tsurui ingår i släktet Pterorthochaetes och familjen Hybosoridae. Inga underarter finns listade i Catalogue of Life.